# Зарнешти (Галац)
Зарнешти (рум. Zărnești) насеље је у Румунији у округу Галац у општини Жорашти. Oпштина се налази на надморској висини од 118 m.

## Становништво
Према подацима из 2002. године у насељу је живело 418 становника, од којих су сви румунске националности.